# Verenigde Staten v. Lopez
In de zaak Verenigde Staten v. Lopez bepaalde een meerderheid van de negen rechters van het Amerikaanse Hooggerechtshof in Washington D.C. dat het aan het Congres niet was toegestaan onder de bepalingen van de Commerce Clause van de grondwet - die de wetgevende macht het recht geeft commerciële ondernemingen zowel in het binnen- als buitenland te regelen - het aan scholieren van openbare scholen in Texas te verbieden om vuurwapens mee naar school te nemen.
In 1990 was een wet aangenomen die scholen tot een wapenvrije zone verklaarde; het Congres baseerde zich op de Commerce Clause, en beweerde dat schietincidenten uiteindelijk slecht zouden zijn voor de economie. Uiteindelijk beslisten vijf rechters dat de wet ongrondwettelijk was, omdat ze te veel macht gaf aan één zijde van de Trias Politica.